# Bobby Durham
Bobby Durham (Filadelfia, 3 febbraio 1937 – Genova, 6 luglio 2008) è stato un batterista jazz statunitense.

## Biografia
Robert Joseph Durham nasce il 3 febbraio 1937 a Filadelfia, figlio di un ballerino di tip-tap. Impara il trombone, il basso ed il vibrafono prima di dedicarsi alla carriera di batterista in gruppi rhythm and blues, in particolare gli Oreoles, e al seguito del Corpo dei Marines nei tardi anni cinquanta. A 16 anni Durham è già un professionista e suona con King James e lo Stan Hunter Trio.
Nel 1960 si trasferisce a New York dove collabora con artisti come Frank Sinatra, Dizzy Gillespie, Lionel Hampton, Count Basie, Joe Pass, Ella Fitzgerald, Tommy Flanagan, Benny Golson e molti altri.
Fa parte dell'Oscar Peterson trio (durante gli anni cinquanta, sessanta), dell'orchestra di Ella Fitzgerald e della Big Band di Duke Ellington. A partire dagli anni ottanta, Durham è freelance e suona con Shirley Scott, Jimmy Jones e McCoy Tyner ed altre jazz stars, oltre a celebrità del soul e rhythm and blues quali James Brown, Ray Charles e Marvin Gaye.
Sul finire degli anni ottanta si ritrova con Peterson, suonando in trio con il pianista ed il bassista Ray Brown e partecipando anche ad una reunion dell'Oscar Peterson Trio con il chitarrista Herb Ellis, ricevendo prestigiosi riconoscimenti. Il critico Jazz Don Heckman scrive sul Los Angeles Times che il gruppo che suona con Bobby Durham "ha la precisione di un orologio svizzero di buona fattura".
A partire dagli anni novanta è presente molto spesso in Italia, dove si esibisce per lo più in trio con Massimo Faraò, Aldo Zunino, e Paolo Benedettini, ospitando nei suoi concerti ed incisioni altri artisti tra i quali la cantante fiorentina Michela Resi che interpreta "Estate" e "Una lunga storia d'Amore" rivisitate in chiave jazzistica nell'album "We Three Plus Friends" e il sassofonista e organista Bruno Marini con il quale incide gli album "Blues For Me","Domani's Blues", "Live at Ghedi Jazz Festival" e "Roots Of Acid Jazz". In questi ultimi anni di carriera in Italia mette in mostra anche ottime qualità vocali. Nel 1994, ad Erice, viene insignito del Premio "Una Vita per il Jazz" dal Brass Group di Trapani. Nel successivo 1995 la stessa associazione, sempre ad Erice, grazie alla caparbietà del suo Presidente, il contrabbassista Andrea Marchione coadiuvato da Alberto Alberti e dallo stesso Massimo Faraò, riuscì a riunirlo col trombettista Art Farmer, con enorme sorpresa da parte dei fans e degli stessi due musicisti e Farmer, nel corso del memorabile concerto, riferendosi alla riscoperta metronomicità sbalorditiva di Durham, gli chiese pubblicamente: "Per favore, almeno una volta sbaglia!!".
Muore il 6 luglio 2008 all'età di 71 anni per un cancro ai polmoni all'ospedale Villa Scassi di Genova-Sampierdarena. Ora riposa nel cimitero di Isola del Cantone dove viveva e sulla sua lapide ha voluto che si scrivesse 'Bobby "Grappa" Durham. La sua scomparsa è stata ricordata da numerose testate giornalistiche tra le quali il New York Times, il The Sun, il Washington Post, The Guardian. A Isola del Cantone ogni estate si tiene il Bobby Durham Jazz Festival in suo onore, animato da Massimo Faraò.

## Discografia
- Bobby Durham Trio/Gerald Price 1979
- We Three Plus Friends, 2001
- Domani's Blues, 2005
- For Lovers Only, 2005
- Christmas Jazz, 2006

Con Milt Jackson
- Loose Walk (Palcoscenico Records)

Con Monty Alexander
- We've Only Just Begun (BASF)

Con Shirley Scott
- Mystical Lady (Cadet, 1971)